# 여홍철
여홍철(呂洪哲, 1971년 5월 28일~)은 대한민국의 체조 선수, 대학 교수, 체조 해설가이다.

## 경력
광주학강초등학교 재학 시절에 야구 선수로 활동하던 도중에 야구부가 해체되자 광주서림초등학교로 전학을 갔는데, 나중에 기계 체조 선수로 전향하게 된다. 그 뒤 조선대학교부속중학교, 전남체육고등학교, 경희대학교를 거쳤고, 한국체육대학교에서 박사 학위를 받았다.
1996년 하계 올림픽 기계 체조 남자 개인 도마(뜀틀) 부문에서 은메달을 획득했는데, 대한민국 올림픽 체조 최초의 은메달이다. 애틀랜타 올림픽 기계 체조 도마 부문 예선 3위로 결선에 올라 알렉세이 네모프(2000년 시드니), 리샤오솽(1996년 애틀랜타), 비탈리 셰르보(1992년 바르셀로나) 등 올림픽 개인 종합 챔피언들과 치열한 경합을 벌였지만, 우려하던 착지 불안에 의한 뼈아픈 실수로 네모프에 이어 은메달에 머무르고 만다. 이후 그의 뒤를 이어 2012년 하계 올림픽에서 양학선이 대한민국 최초의 올림픽 체조 금메달을 획득하게 된다.
세계 기계 체조 선수권 대회에서도 두 차례 입상하였으며 대한민국 체조 선수로서는 최초로 아시안 게임 2연패를 달성하였다. 2000년 하계 올림픽을 마지막으로 현역에서 은퇴했다. 2003년 경희대학교 체육학부 스포츠지도학과의 교수로 정식 임용되어 재직 중이다. 2012년에는 제갈성렬과 함께 국가대표 선수 출신 사회인 야구팀인 챔피온스에 합류했고, 2018년에는 단장도 맡았다.
딸인 여서정 또한 체조 선수로 활동하고 있다. 2021년 8월 1일, 2020년 하계 올림픽 여자 도마 종목에서 여서정이 동메달을 획득하며, 대한민국 최초로 딸이 아빠의 활약상과 함께 올림픽에서 메달을 획득한 '부녀(父女) 메달리스트'가 되었다.

## 여 1, 여 2
그가 최초로 개발한 기술 '여 1', '여 2'는 어린 시절부터 머리 속에 그려왔던 상상 속 기술을 현실로 이뤄낸 것으로, 국제 체조 연맹에서 여홍철의 독보적인 기술에 주목하여 그의 성을 붙여 '여(YEO)' 기술로 정식 명명하게 된다. 여홍철이 초등학교 때 처음 상상하고 그려 왔던 '여 1(YEO 1·쿠에르보 한 바퀴 반)'기술은 손을 짚고 몸을 틀어 뒤로 세 바퀴를 도는 고난도의 기술이다.
'여 2(YEO 2·쿠에르보 더블턴)'는 공중에서 몸을 펴 두 바퀴 반을 비트는 기술로 이 역시 착지불안이 따르는 고난도 기술이다. 1994년 히로시마 아시안 게임을 앞두고 중국의 리샤오솽을 이기기 위해 전지 훈련 당시 이 기술을 개발했다.

## 수상

### 수훈
- 체육훈장 맹호장(2005년 3월 25일)
- 체육훈장 백마장(1991년 11월 15일)

## 가족 관계
- 배우자: 김채은
- 딸: 여하연, 여서정

## TV 프로그램
- 2004년 KBS 《가족오락관》 - 게스트 출연
- 2019년 JTBC 《뭉쳐야 찬다》 - 고정 출연
- 2021년 JTBC 《뭉쳐야 쏜다》 - 고정 출연

## 학력
- 전남체육고등학교
- 경희대학교 체육학과, 체육학사
- 경희대학교 교육대학원 체육교육학과, 교육학 석사(학위논문명: 남자 도마에서 손짚고 앞공중돌아 540도 비틀기의 운동학적 분석)
- 한국체육대학교 대학원 체육학과, 체육학 박사(학위논문명: 도마 손 짚고 몸펴 앞 공중 돌아 540도 비틀기의 역학적 분석)